# Y grenoblois

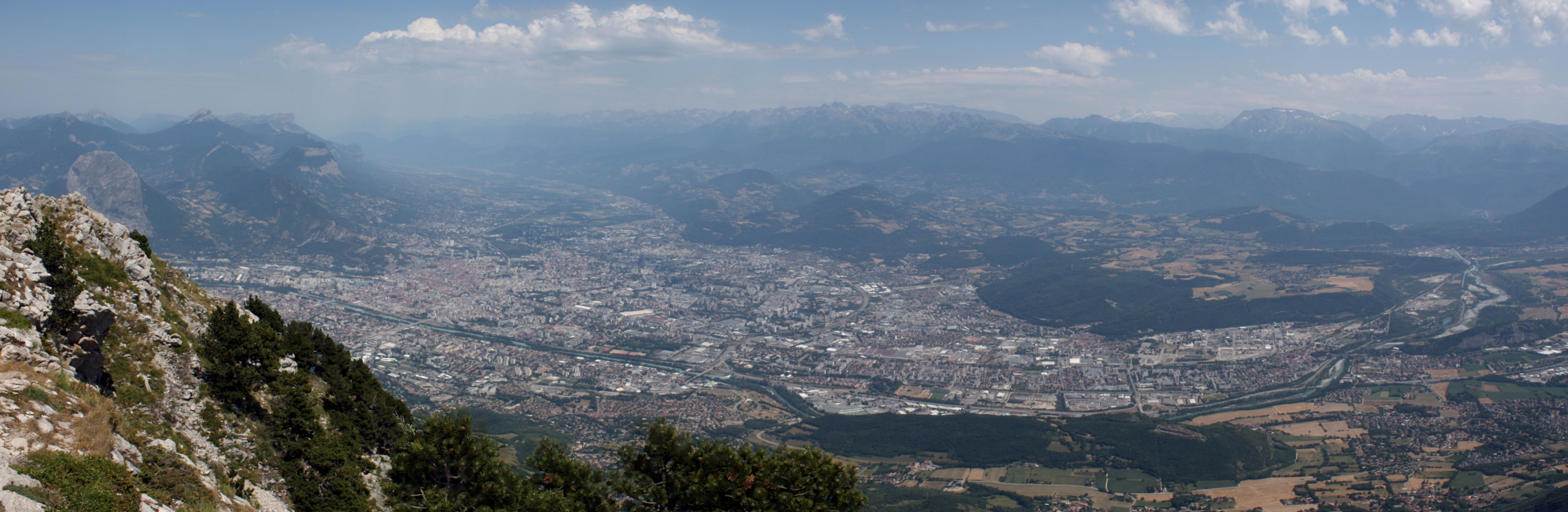
Vue panoramique de la vallée de Grenoble depuis le Moucherotte dans le Vercors.

L’Y grenoblois est un territoire qui doit son nom à la figure en forme de Y que dessinent les vallées urbanisées de l’Isère, avec la cluse de Voreppe et le Grésivaudan, et du Drac. Il est entouré par les massifs de Chartreuse, de Belledonne et du Vercors. 

## Un territoire

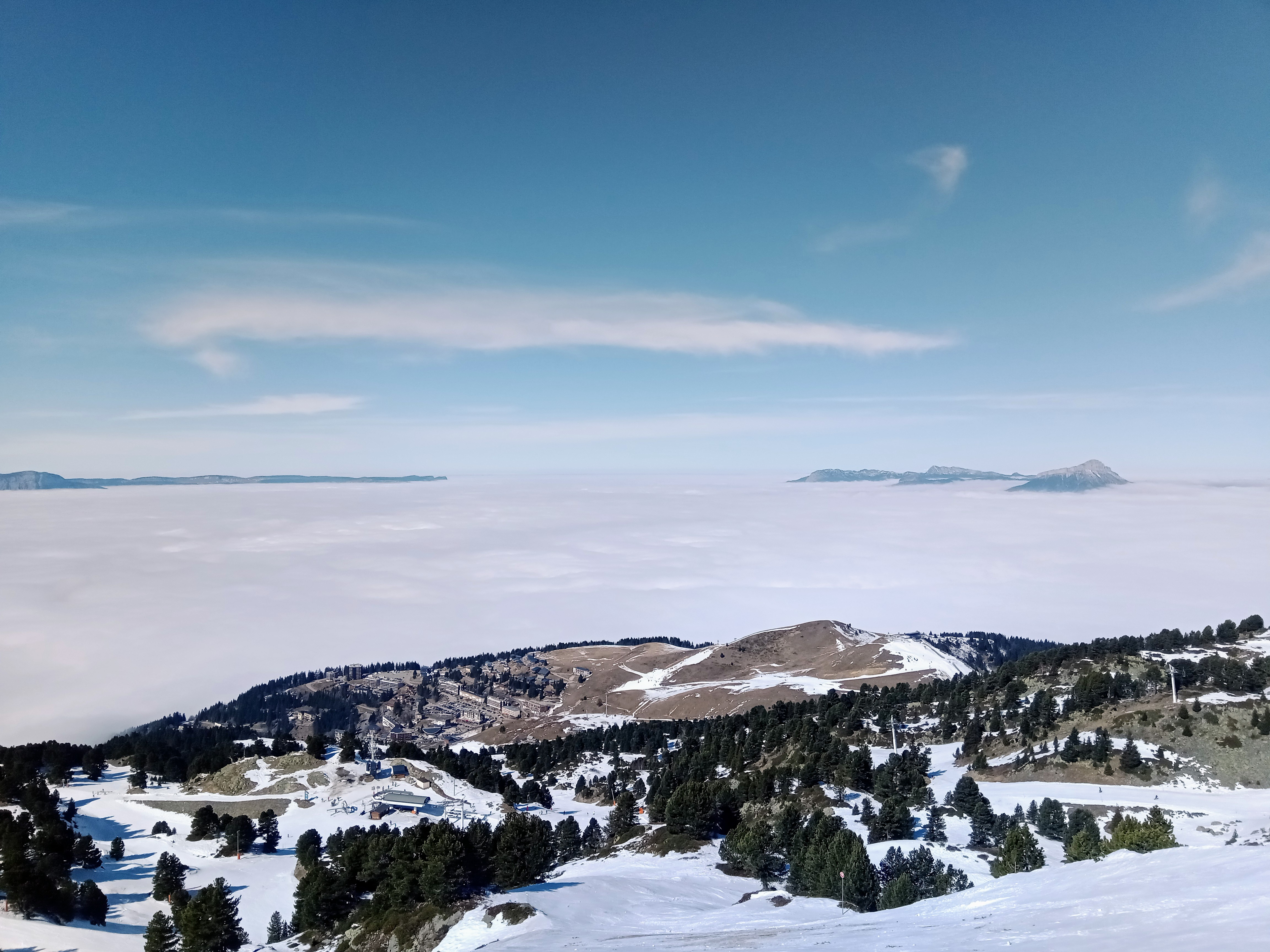
L'Y grenoblois sous une mer de nuages depuis Chamrousse à l'est avec l'émergence du massif du Vercors à gauche et de celui de la Chartreuse à droite.

L’Y grenoblois est composé de 117 communes réparties dans la métropole de Grenoble, le Voironnais, le Grésivaudan, ainsi que certaines communes non rattachées à des communautés de communes.
L’Y grenoblois regroupe également trois types d'espaces agricoles caractéristiques :
- une plaine agricole : très riche grâce à une terre limoneuse et une nappe phréatique à moins de 3 mètres de profondeur. C'est une zone de grande culture et de maraîchage ;
- des coteaux : les coteaux spécialisés dans le Grésivaudan et le Voironnais accueillent de l’élevage, de l’arboriculture et de la viticulture ;
- la montagne : lieu où subsistent encore de l’élevage et quelques petits bassins laitiers, alors que la déprise agricole a gagné le reste.

## Un vignoble
L'Y grenoblois est enfin un vignoble du Grésivaudan, qui s'étend dans le sillon alpin entre le massif de la Chartreuse et la chaîne de Belledonne, c’est-à-dire, depuis Voiron jusqu'à Chapareillan. Vignoble très étendu au Moyen Âge il occupe aujourd'hui seulement 180 hectares en grande partie classés en vignoble des Abymes (commune de Chapareillan), le reste étant classé en vins de pays des coteaux du Grésivaudan sur les communes de Saint-Ismier, de Bernin et de Barraux.
Depuis 1987 existe l'association pour le développement de l'agriculture dans l'Y grenoblois (ADAYG).

## Liste des 117 communes de l'Y grenoblois
| Agglomération grenobloise - Biviers - Claix - Corenc - Domène - Eybens - Le Fontanil - Échirolles - Fontaine - Fontanil Cornillon - Gières - Grenoble - Le Gua - Laffrey - Meylan - Montbonnot St Martin - Murianette - Noyarey - Le Pont de Claix - Sassenage - St Egrève - St Ismier - St Martin d’Hères - St Martin le Vinoux - St Paul de Varces - Seyssinet Pariset - Seyssins - La Tronche - Le Versoud - Veurey Voroise - Varces Allières et Risset - Vif Ancien sud grenoblois (16 communes) - Bresson - Brié et Angonnes - Champ sur Drac - Champagnier - Herbeys - Jarrie - Montchaboud - Notre Dame de Commiers - Notre-Dame-de-Mésage - Poisat - Séchilienne - Saint-Pierre-de-Mésage - Saint Barthelemy de Sechilienne - Saint Georges de Commier - Vaulnaveys le Haut - Vizille | CC Vercors Isère (2 communes) - Montaud - St Quentin sur Isère Dans le Voironnais (36 communes) - La Batie-Divisin - Bilieu - La Buisse - Charancieu - Charnècles - Charavines - Chirens - Coublevie - Massieu - Merlas - Montferrat - Moirans - La Murette - Paladru - Le Pin - Pommiers la Placette - Renage - Réaumont - Rives - Saint Aupre - Saint-Blaise du Buis - Saint Bueil - St Cassien - Saint Etienne de Crossey - St Geoire en Valdaine - St Jean de Moirans - Saint Julien de Raz - St Nicolas de Macherin - St Sulpice des Rivoires - Tullins - Velanne - Voiron - Voissant - Voreppe - Vourey Ancien Balcon Sud de Chartreuse (5 communes) - Quaix en Chartreuse - Mont St Martin - Proveysieux - Le Sappey en Chartreuse - Sarcenas | Dans le Grésivaudan (26 communes) - Barraux - Bernin - La Buissière - Le Champ prés Froges - Chapareillan - Le Cheylas - Crolles - La Flachère - Froges - Goncelin - Lumbin - La Pierre - Pontcharra - Saint Bernard - St Hilaire du Touvet - Saint Maximin - Sainte Marie d’Alloix - Sainte Marie du Mont - Saint Nazaire les Eymes - Saint Pancrasse - Saint Vincent de Mercuze - Tencin - La Terrasse - Le Touvet - Villard Bonnot |